# Giải vô địch bóng đá U-20 Đông Nam Á 2007
Giải vô địch bóng đá U-20 Đông Nam Á 2007 (tiếng Anh: AFF U-20 Youth Championship 2007) được tổ chức tại Thành phố Hồ Chí Minh, Việt Nam từ ngày 31 tháng 7 đến ngày 13 tháng 8 năm 2007.

## Các quốc gia tham dự
| - Brunei - Campuchia - Lào - Malaysia | - Myanmar - Singapore - Thái Lan - Việt Nam |

## Giải đấu

### Vòng bảng

#### Bảng A
| Đội tuyển | ST | T | H | B | BT | BB | HS | Đ |
| --------- | -- | - | - | - | -- | -- | -- | - |
| Myanmar   | 3  | 3 | 0 | 0 | 8  | 2  | +6 | 9 |
| Malaysia  | 3  | 2 | 0 | 1 | 11 | 5  | +6 | 6 |
| Lào       | 3  | 1 | 0 | 2 | 5  | 12 | −7 | 3 |
| Singapore | 3  | 0 | 0 | 3 | 2  | 7  | −5 | 0 |

| Malaysia                                                        | 3 – 0    | Singapore |
| --------------------------------------------------------------- | -------- | --------- |
| Yusanee Saad 29' · Ahmad Fakri Saarani 34' · Firdaus Azizul 63' | Chi tiết |           |

| Lào | 0 – 4    | Myanmar                                                                      |
| --- | -------- | ---------------------------------------------------------------------------- |
|     | Chi tiết | Kyaw Kyaw Khine 15' · Ang Mung Kyaw Mo ?' · Myint Naing ?' · Zin Myo Aung ?' |

| Singapore   | 1 – 2    | Lào                                           |
| ----------- | -------- | --------------------------------------------- |
| chưa rõ 43' | Chi tiết | Phattana Syvilay 9' · Phuttavong Sapackdy 75' |

| Malaysia        | 1 – 2    | Myanmar                                 |
| --------------- | -------- | --------------------------------------- |
| K. Gurusamy 82' | Chi tiết | Kyaw Kyaw Khine 24' · Pyaye Phyo Oo 89' |

| Lào                                              | 3 – 7    | Malaysia |
| ------------------------------------------------ | -------- | --- |
| Sayya Meungmany 5', ?' · Phuttavong Sapackdy 59' | Chi tiết | Mohd Syazwan Zinon 43' · K. Gurusamy 65', 75' · Abdul Shukor Jusoh 77' · Firdaus Azizul 82' · Yusaini Che Saad 89' · Mohd Shazlan Alias ?' |

| Myanmar                        | 2 – 1    | Singapore       |
| ------------------------------ | -------- | --------------- |
| Pyaye Phyo Oo 51' (ph.đ.), 79' | Chi tiết | Quak Jun Yi 67' |

#### Bảng B
| Đội tuyển | ST | T | H | B | BT | BB | HS  | Đ |
| --------- | -- | - | - | - | -- | -- | --- | - |
| Thái Lan  | 3  | 2 | 1 | 0 | 15 | 1  | +14 | 7 |
| Việt Nam  | 3  | 2 | 1 | 0 | 12 | 1  | +11 | 7 |
| Brunei    | 3  | 1 | 0 | 2 | 2  | 14 | −12 | 3 |
| Campuchia | 3  | 0 | 0 | 3 | 1  | 14 | −13 | 0 |

| Campuchia | 0 – 5    | Việt Nam |
| --------- | -------- | --- |
|           | Chi tiết | Hoàng Văn Bình 50' · Hout Sokunthea 61' (l.n.) · Nguyễn Văn Quân 84' · Tran Tan Dat 86' · Trần Mạnh Dũng 91' |

| Brunei | 0 – 7    | Thái Lan |
| ------ | -------- | --- |
|        | Chi tiết | Attapong Nooprom 8' · Abdul Aziz Tamit 34' (l.n.) · Nirunrit Jaroensuk 36' · Sarawut Masuk 73' · Kraikitti In-utane 44', 76', 81' |

| Việt Nam             | 1 – 1    | Thái Lan                |
| -------------------- | -------- | ----------------------- |
| Nguyễn Hồng Việt 37' | Chi tiết | Chu Ngọc Anh 12' (l.n.) |

| Brunei | 2 – 1 | Campuchia |
| ------ | ----- | --------- |
|        |       |           |

| Thái Lan | 7 – 0    | Campuchia |
| --- | -------- | --------- |
| Nirunrit Jaroensuk 13', 44' · Sarawut Masuk ?' · Kraikitti In-utane 57', 63' · Krirkrit Thaweekarn 71' · Yodrak Namueangrak 73' | Chi tiết |           |

| Brunei | 0 – 6    | Việt Nam                                                                       |
| ------ | -------- | ------------------------------------------------------------------------------ |
|        | Chi tiết | Nguyễn Văn Quân 47', 85' · Hoàng Văn Bình 56' · Nguyễn Đình Hiệp 64', 73', 86' |

### Vòng đấu loại trực tiếp
|  | Bán kết  | Bán kết  |               |   | Chung kết | Chung kết |
|  |          |          |               |   |           |           |
|  | 7/8/2007 |          |               |   |           |           |
|  |          |          |               |   |           |           |
|  | Myanmar  | 1        |               |   |           |           |
|  | Myanmar  | 1        | 9/8/2007      |   |           |           |
|  | Việt Nam | 3        |               |   |           |           |
|  | Việt Nam | 3        | Việt Nam      | 1 |           |           |
|  | 7/8/2007 |          | Việt Nam      | 1 |           |           |
|  |          | Malaysia | 0             |   |           |           |
|  | Thái Lan | Malaysia | 0             | 1 |           |           |
|  | Thái Lan |          |               | 1 |           |           |
|  | Malaysia | 2        |               |   |           |           |
|  | Malaysia | 2        | Tranh hạng ba |   |           |           |
|  |          |          |               |   |           |           |
|  | 9/8/2007 |          |               |   |           |           |
|  |          |          |               |   |           |           |
|  | Myanmar  | 0        |               |   |           |           |
|  | Myanmar  | 0        |               |   |           |           |
|  | Thái Lan | 2        |               |   |           |           |

#### Bán kết
| Myanmar           | 1 – 3    | Việt Nam                                                               |
| ----------------- | -------- | ---------------------------------------------------------------------- |
| Naing Lin Tun 42' | Chi tiết | Nguyễn Đình Hiệp 30' · Nguyễn Hồng Việt 41' (ph.đ.) · Phạm Văn Quý 82' |

| Thái Lan               | 1 – 2    | Malaysia                                       |
| ---------------------- | -------- | ---------------------------------------------- |
| Yodrak Namueangrak 81' | Chi tiết | Ahmad Fakri Saarani 78' · Yusaini Che Saad 80' |

#### Tranh hạng ba
| Myanmar | 0 – 2    | Thái Lan                                       |
| ------- | -------- | ---------------------------------------------- |
|         | Chi tiết | chưa rõ ?' (l.n.) · Natthaphon Banmairurdi 70' |

#### Chung kết
| Việt Nam           | 1 – 0    | Malaysia |
| ------------------ | -------- | -------- |
| Nguyễn Đức Nhân 6' | Chi tiết |          |

## Vô địch
| Giải vô địch bóng đá U-20 Đông Nam Á 2007 |
| ----------------------------------------- |
| · Việt Nam · Lần thứ nhất                 |

## Cầu thủ ghi bàn
| 5 bàn - Kraikitti In-utane 4 bàn - Nguyễn Đình Hiệp 3 bàn - K. Gurusamy - Pyaye Phyo Oo - Nirunrit Jaroensuk - Nguyễn Văn Quân 2 bàn - Phuttavong Sapackdy - Sayya Meungmany - Ahmad Fakri Saarani - Firdaus Azizul - Yusaini Che Saad - Kyaw Kyaw Khine - Sarawut Masuk - Yodrak Namueangrak - Hoàng Văn Bình - Nguyễn Hồng Việt | 1 bàn - chưa rõ - chưa rõ - chưa rõ - Phattana Syvilay - Yusanee Saad - Mohd Syazwan Zinon - Abdul Shukor Jusoh - Mohd Shazlan Alias - Ang Mung Kyaw Mo - Myint Naing - Naing Lin Tun - Zin Myo Aung - Quak Jun Yi - chưa rõ - Attapong Nooprom - Krirkrit Thaweekarn - Natthaphon Banmairurdi - Trần Tấn Đạt - Trần Mạnh Dũng - Phạm Văn Quý - Nguyễn Đức Nhân | Bàn phản lưới nhà - Abdul Aziz Tamit (trong trận gặp Thái Lan) - Hout Sokunthea (trong trận gặp Việt Nam) - chưa rõ (trong trận gặp Thái Lan) - Chu Ngọc Anh (trong trận gặp Thái Lan) |